# ヴィクトル2世・アマデウス・フォン・ラティボル
ヴィクトル2世・アマデウス（Victor II. Amadeus Herzog von Ratibor, Fürst von Corvey, Prinz von Hohenlohe-Schillingsfürst, 1847年9月6日 - 1923年8月9日）は、ドイツ・プロイセン王国のシュタンデスヘル、政治家。ラティボル公、コルヴァイ侯。

## 生涯
ラティボル公ヴィクトル1世と、その妻のフュルステンベルク侯女アメーリエの間の長男として、シレジアのラウデン城で生まれた。父方の叔父はドイツ帝国宰相を務めたホーエンローエ＝シリングスフュルスト侯クロートヴィヒである。
ボン大学とゲッティンゲン大学で法学を学び、法学博士号を取得して間もなく、ポツダム近衛軍驃騎兵連隊に所属して普仏戦争に従軍した。1873年から1876年まではウィーンのドイツ大使館に勤務した。
1893年、オーバーシュレージエン（上シレジア）のキーファーシュテーテル（現在のポーランド領ソシニツォヴィツェ）およびゼンボヴィッツ（現在のポーランド領ゼンボヴィツェ）の領主の座を引き継いだ。1897年から1921年まで、彼はシュレージエン県（1919年よりオーバーシュレージエン県）の県議会議長を務めた。また1893年よりプロイセン貴族院議員であった。1913年には、ブレスラウ（現在のポーランド領ヴロツワフ）の名誉市民に選ばれている。

## 子女
1877年6月17日、ウィーンにおいてマリー・フォン・ブロイナー＝エンケヴォイルト伯爵令嬢（Marie von Breunner-Enkevoirth、1856–1929）と結婚し、間に4人（2男2女）の子女を儲けた。
- ヴィクトル（3世）・アウグスト・マリア（1879–1945）  - ラティボル公爵・コルヴァイ侯爵家家長
- ハンス・コンスタンティン・マリア・ゴベルトゥス（1882–1948）  - 1918年、ヴィンディシュ＝グレーツ侯女マリー・ガブリエーレと結婚
- アガーテ・シャルロッテ・パウリーネ・マリー（1888–1960）  - 1910年、プロイセン王子フリードリヒ・ヴィルヘルムと結婚
- マルガレーテ・エレオノーレ・アメーリエ・アウグステ・クロティルデ・クリスティアーネ・マリー（1894–1973）